# Charles Betty
Charles "Garry" Betty (1957. október 23. – 2007. január 2.) az Earthlink, egy nagy amerikai internetszolgáltató elnök-vezérigazgatója volt.
1979-ben alapfokú vegyészmérnöki diplomát szerzett a Georgia Institute of Technologyn. Ezután az IBM-nél dolgozott, és 1982-ben az IBM PC kifejlesztésében elért eredményeiért elnöki kitüntetésben részesült.
Mielőtt 1996-ban az EarthLink-hez csatlakozott, Betty az adatkommunikációra specializálódott Digital Communications Associates (DCA) vezérigazgatója volt, és abban az időben ő volt a legfiatalabb, a New York-i Értéktőzsdén jegyzett vállalatok vezérei közül.
A gyors változások folyama arra késztette az  EarthLinket, hogy a széles sávú szolgáltatás egy új csatornáját találják meg. Betty azt ajánlotta, hogy az ország legnagyobb városaiban az egész városra kiterjedő Wi-Fi szolgáltatást építsenek ki. Többek között San Francisco, Philadelphia, New Orleans és a kaliforniai Anaheim szerepelt a tervek között. 2006-ban ezekből több is megvalósult.
Bettynél veserákot diagnosztizáltak, s 2006 novemberében bejelentették, hogy orvosi tanácsra abba kell hagynia addigi munkáját. A poszton Michael Lunsford követte.
„Garry” Bettyt 1993-ban az Év Hallgatója címre jelölték, s 2005-ben felkerült iskolájának dicsőséglistájára.